# Assedio di Gabara
L'assedio di Gabara costituì tra le prime fasi preliminari delle nuove campagne militari di Vespasiano contro i Giudei che si erano ribellati al potere romano nella provincia della Giudea.

## Contesto storico
Nel 66, Nerone, venuto a conoscenza della sconfitta subita in Giudea dal suo legatus Augusti pro praetore di Siria, Gaio Cestio Gallo, colto da grande angoscia e timore, trovò che il solo Vespasiano (il futuro imperatore romano) sarebbe stato all'altezza del compito, e quindi capace di condurre una guerra tanto importante in modo vittorioso.
E così Vespasiano fu incaricato della conduzione della guerra in Giudea, che minacciava di espandersi a tutto l'Oriente. Vespasiano, che si trovava in Grecia, al seguito di Nerone, inviò il figlio Tito ad Alessandria d'Egitto, per rilevare la legio XV Apollinaris, mentre egli stesso attraversava l'Ellesponto, raggiungendo la Siria via terra, dove concentrò le forze romane e numerosi contingenti ausiliari di re clienti.
Qui Vespasiano, rafforzava l'esercito siriaco (legio X Fretensis), aggiungendo due legioni (la legio V Macedonica e la legio XV Apollinaris, giunta dall'Egitto), otto ali di cavalleria e dieci coorti ausiliarie, mentre attendeva l'arrivo del figlio Tito, nominato suo vice (legatus).

## Assedio
Iniziata la campagna militare, Vespasiano conquistò al primo assalto la città di Gabara in Galilea, che era rimasta priva di uomini validi per la sua difesa. Vi trucidò tutti i giovani, non avendo i Romani più alcun riguardo per l'età, esasperati dalla guerra in corso e dalla recente sconfitta di Cestio. Mise, quindi, a fuoco la città e tutti i villaggi vicini, mettendo in schiavitù gli abitanti di alcuni di questi.

## Conseguenze
Dopo aver conquistato Gabara, Vespasiano si diresse su Iotapata pronto a conquistare anche questa città.